# Farlige lofter
Farlige lofter er en dansk dokumentarfilm fra 1985, der er instrueret af Anders Hermansen.

## Handling
Med udgangspunkt i en sag om karlitlofter i en institution i Århus ser filmen på indeklima og sundhedsfare for børn og ansatte. Karlitlofternes negative egenskaber giver forskerne mistanke om, at en ny asbestsag kan være på vej, ikke bare fra karlit, men også fra beslægtede mineraluldsprodukter, der er meget udbredte over alt i de danske boliger.